# 현대 포터
현대 포터(Hyundai Porter)는 현대자동차의 소형 트럭이다.

## 1세대(HD 1000)
- 1977년 2월에 현상 모집을 통해 차명이 포터로 정해졌다.[1]
- 1981년 7월에 판매 대수가 5만대를 돌파하였지만[2] 자동차 산업 합리화 조치로 인해 동년 12월에 강제 불법 생산 채포 인한 경찰청 넘김 인한 단종되었다.

### 라인업
- 1t 일반캡저상
- 1t 더블캡저상

## 2세대(AH)

### 포터(1986년12월~1993년3월)

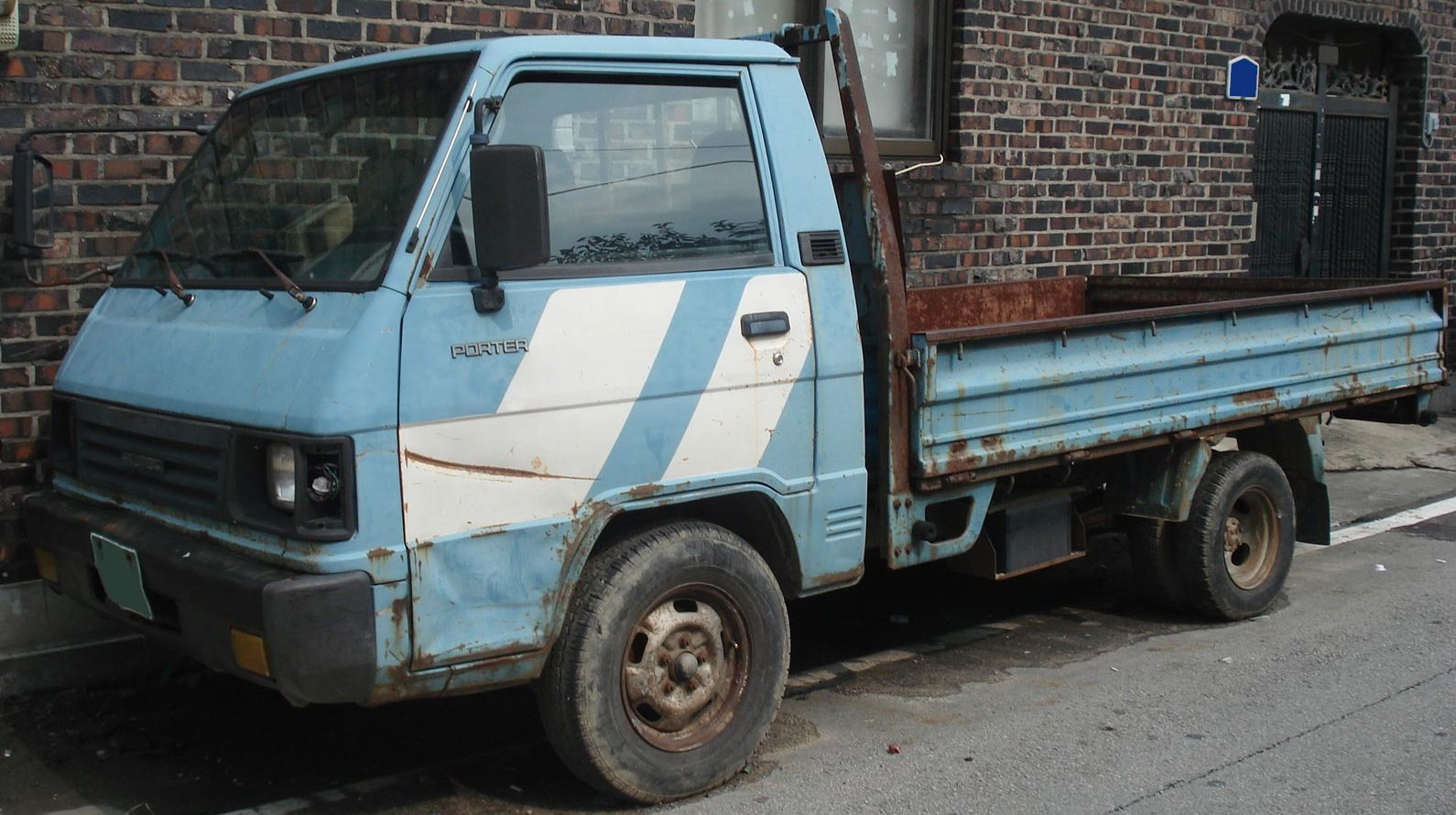
현대 포터 정측면

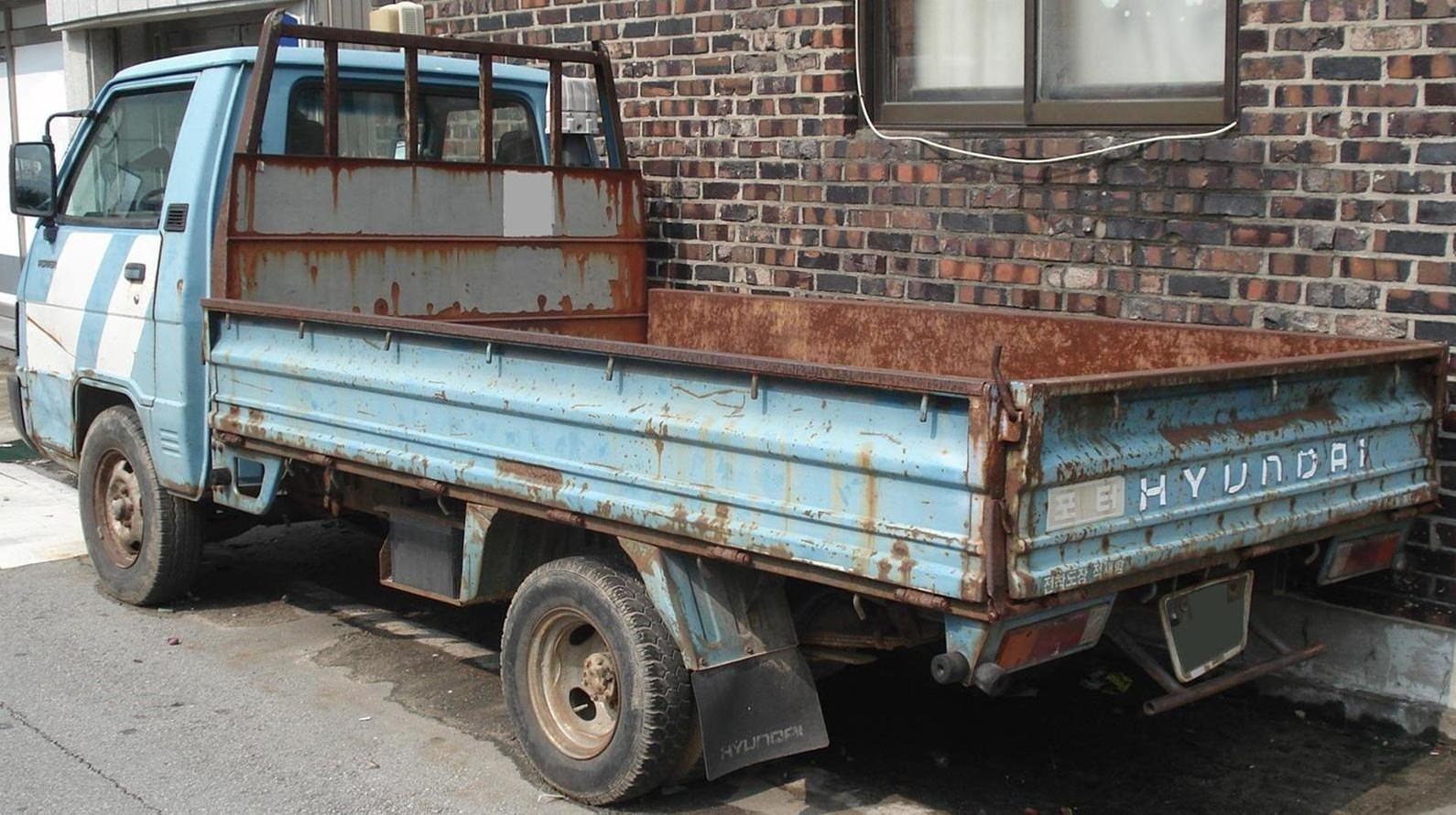
현대 포터 후측면

자동차 산업 합리화 조치가 해제된 뒤인 1986년 12월에 출시되었으며, 미쓰비시 델리카의 2세대 트럭 모델을 기반으로 하여 개발되었다. 출시 초창기에는 칼럼식 5단 수동변속기를 사용하였으나, 1990년 1월에 선보인 1990년형은 5단 수동변속기가 컬럼 시프트 타입에서 플로어 시프트 타입으로 바뀌었다. 사람들 사이에서는 디자인이 각이 져 있다고 해서 "각(角)포터"라는 명칭으로 불리기도 했다.

#### 라인업
- 포터 1t 일반캡저상
- 포터 1t 더블캡저상

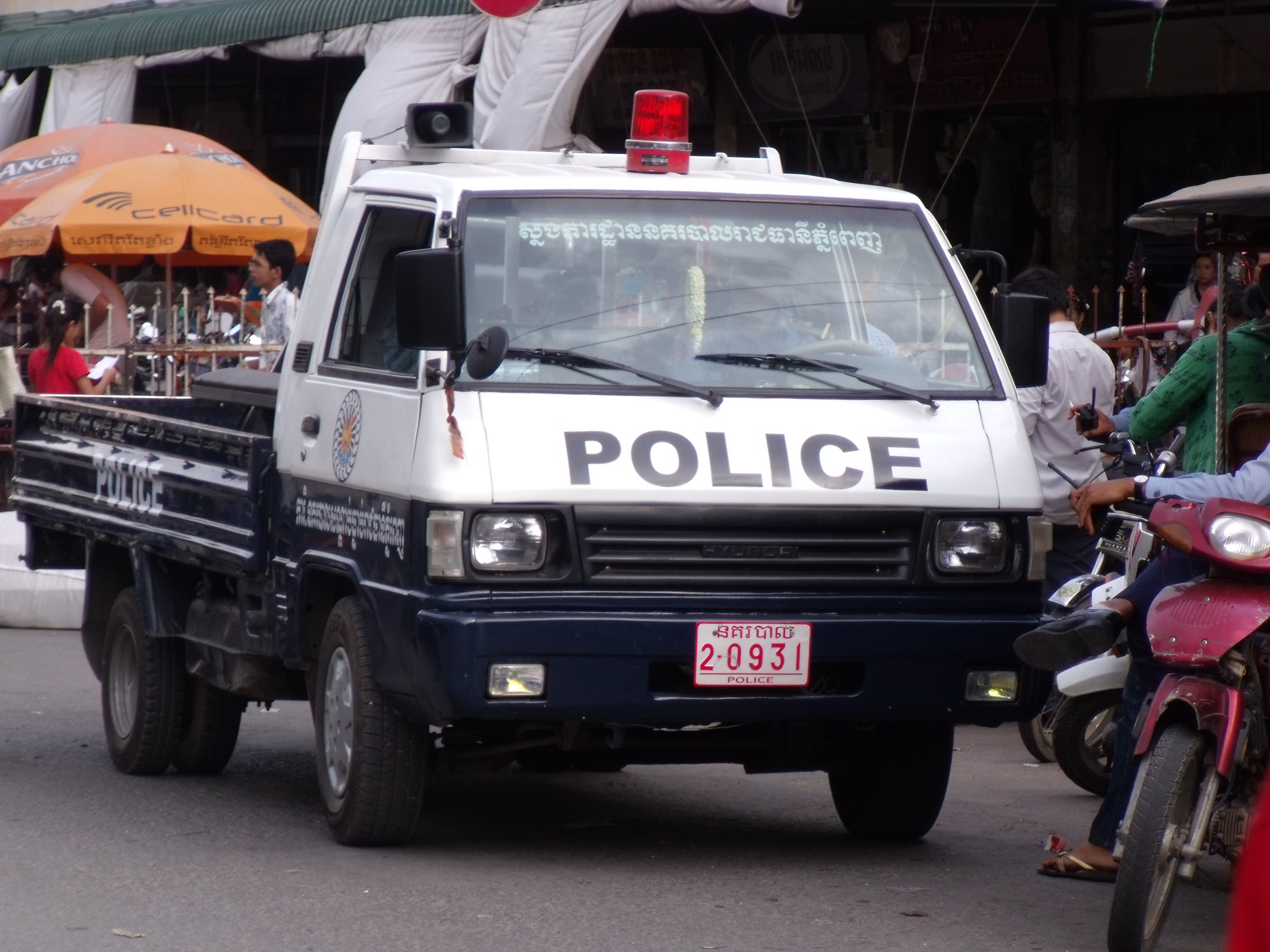
현대 포터 캄보디아 경찰차 정측면

### 포터 GS 뉴 포터(1993년3월~1997년3월)

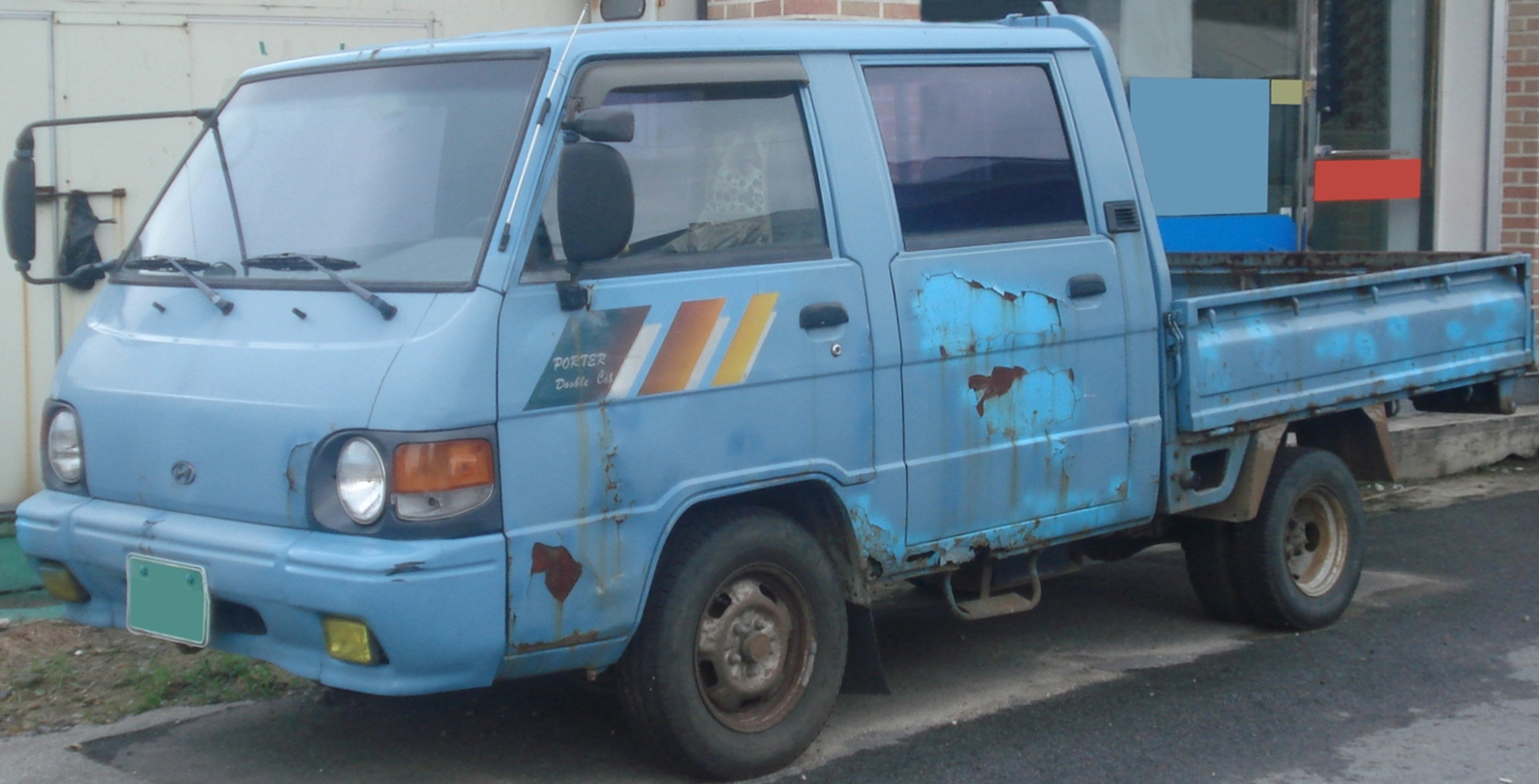
현대 뉴 포터(후기형) 정측면

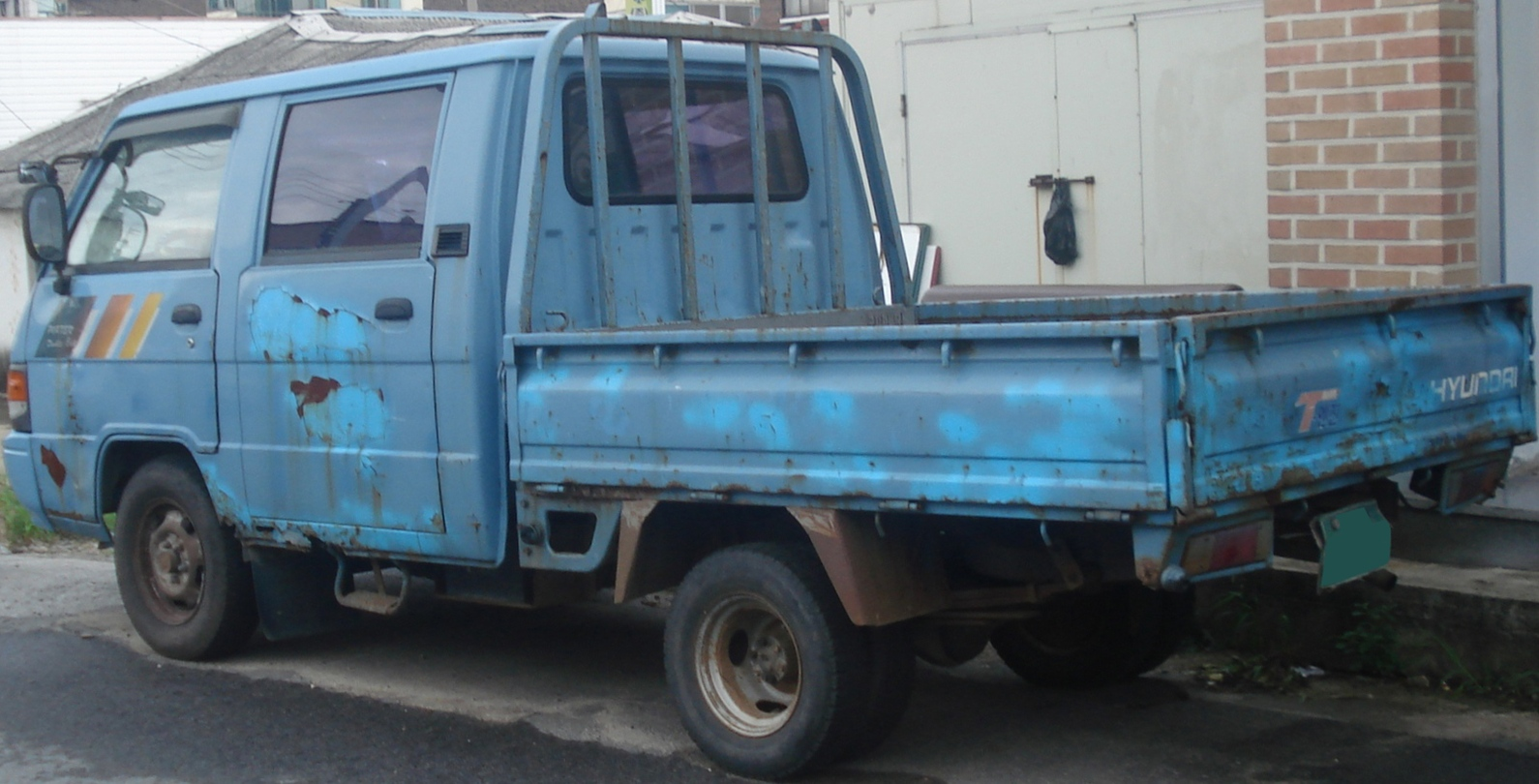
현대 뉴 포터(후기형) 후측면

1993년 3월 5일에 포터 GS 원형 헤드 램프를 비롯하여 유선형 프론트 디자인으로 페이스 리프트를 거쳤다. 내외장은 뉴 쏘나타에 적용된 3 스포크 스티어링 휠과 그레이스와 같은 디자인의 인테리어, 고급 ETR 카 스테레오 등이 적용되었고, 파워트레인은 D4BX 사이클론 디젤 엔진과 승용차 감각의 5단 수동변속기, LSD가 적용되었다. 1994년식 모델부터는 D4BA T 디젤 엔진이 적용되었다. 일반캡과 슈퍼캡은 1996년에 단종되었으나, 더블캡은 1997년 3월까지 생산되었다.

## 3세대(AU)

### 포터 SD 뉴 포터(1996년3월~2004년1월)

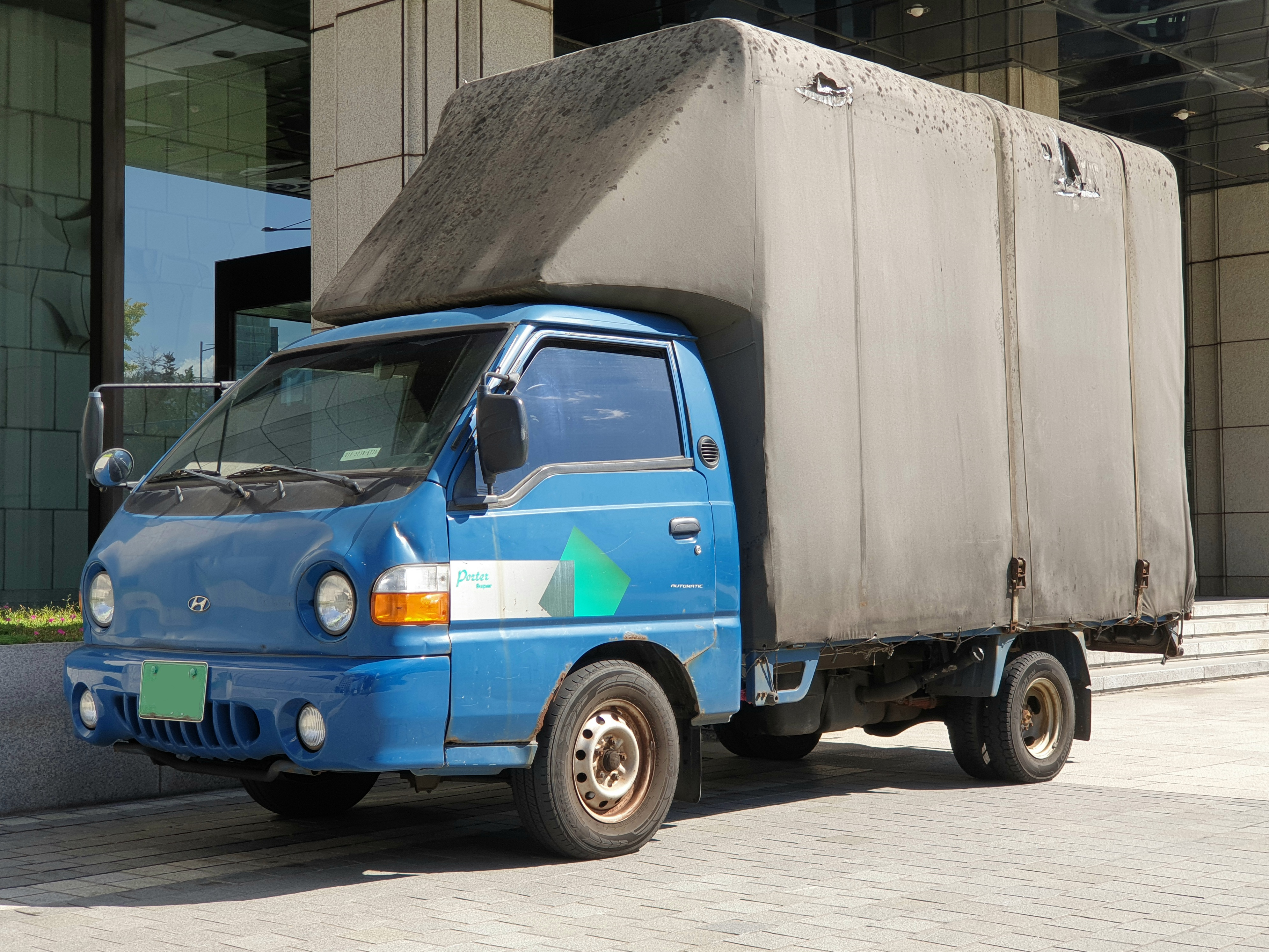
현대 뉴 포터 정측면

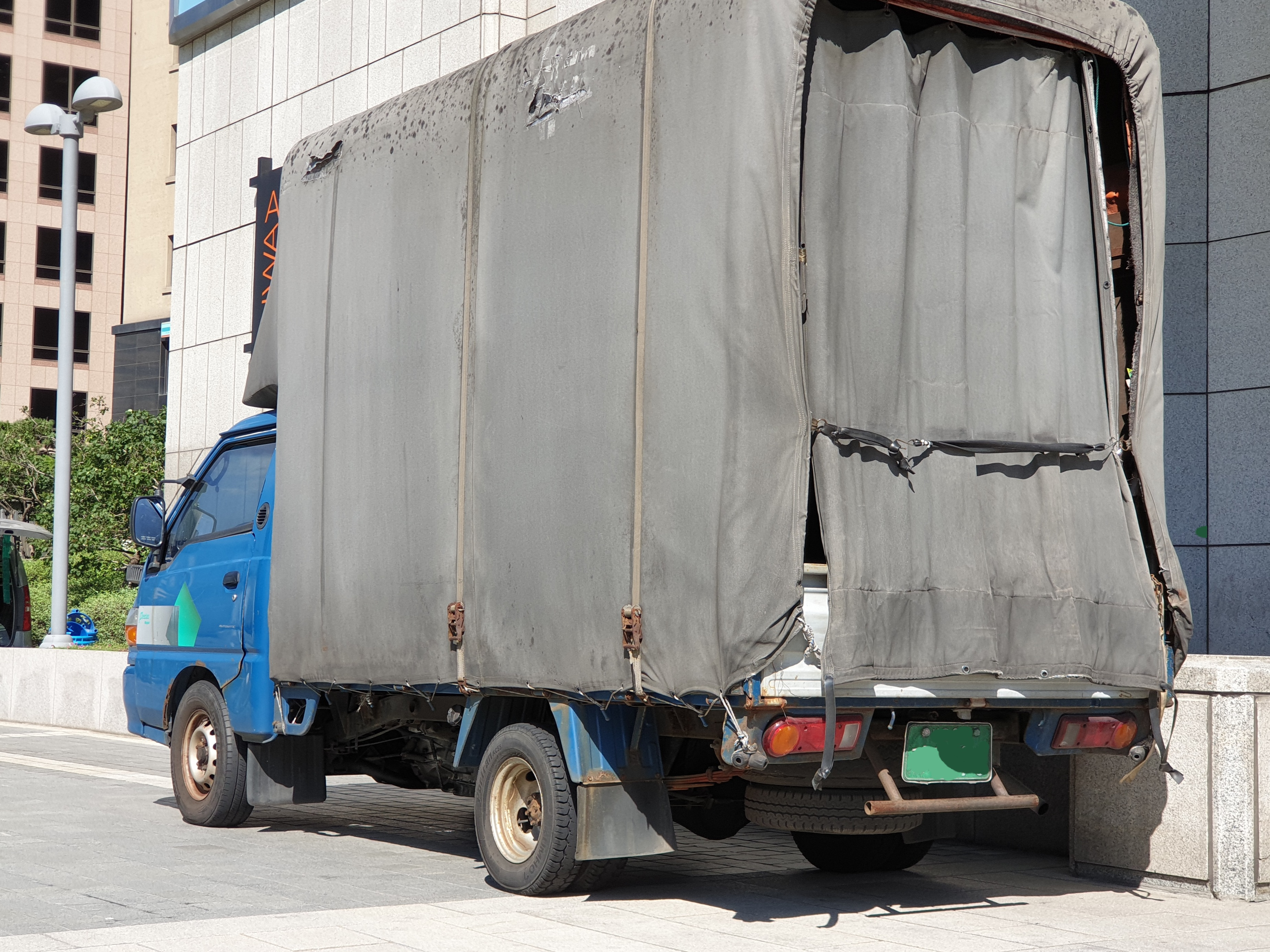
현대 뉴 포터 후측면

1996년 3월 4일에 미쓰비시 델리카 제 3세대 트럭 모델을 바탕으로 전면부만 바꾼 것이자 그레이스와 동일한 캡으로 바뀌었으며, 주유구 위치가 우측에서 좌측으로 포터 SD 이동하였다. 당시 광고 슬로건은 사람을 생각하는 1톤 트럭이었다. 역대 포터 중 처음으로 ABS(Anti Lock Brake System) 브레이크가 적용되었다. 그 해 8월에는 L4CS 2.4리터 SOHC LPG 엔진이 추가되었고, 1997년 1월은 D4BB 83마력 T-2 디젤 엔진이 적용되었다. 일부 모델에는 인터쿨러가 없는 85마력 D4BF 터보 엔진도 존재한다. 그해 6월에 중량 화물용 후륜 서스펜션(옵션), 실내 형광등, 고급 시트 커버 등이 적용된 하이슈퍼 트림이 추가되었고, 더불어 4단 자동변속기도 새로이 추가되었다. 1999년 2월 3일에 신형 휠 커버와 데칼 모양, 청회색 바디 컬러가 추가된 1999년형이 나왔다. 2000년 3월은 초대 스타렉스를 기반으로 한 포터보다 상급 차종인 리베로가 출시되었으나, 경제성과 기동성이 탁월한 포터가 여전히 높은 판매 대수를 유지하였다. 2003년 6월에 배기가스 기준 미달로 2.4리터 SOHC LPG 모델이 단종되었으며, LPG 엔진을 재출시했던 봉고와 달리 포터는 2023년 11월 22일에 LPG 터보 모델을 출시할 때까지 LPG 모델이 없었다. 2004년 1월에 단종되었다.

## 4세대(HR)

### 포터 Ⅱ(2004년1월~2019년9월)

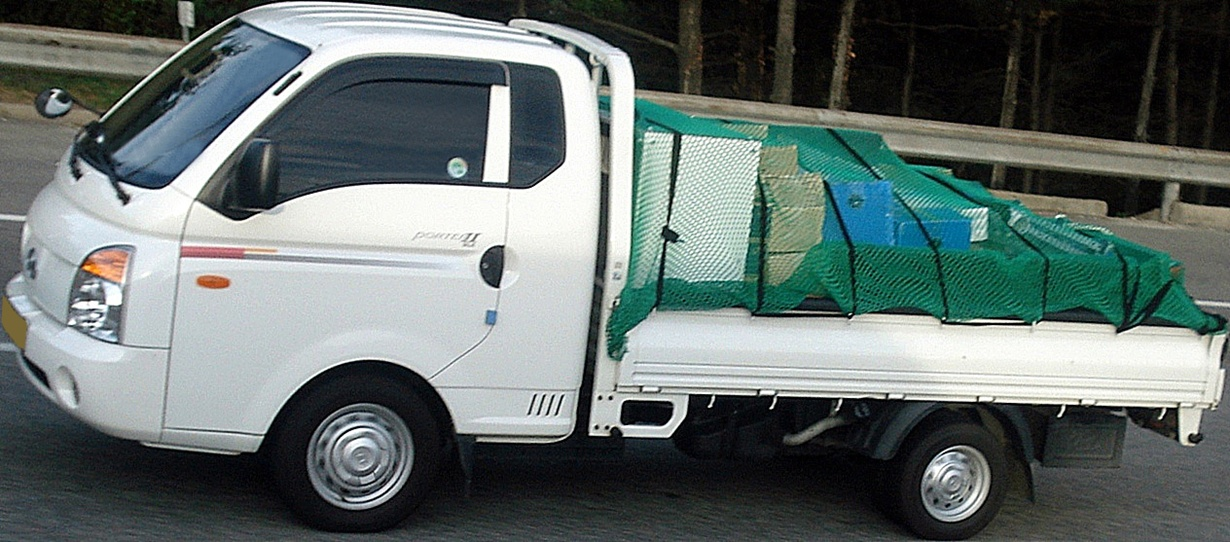
현대 포터 Ⅱ (전기형) 정측면

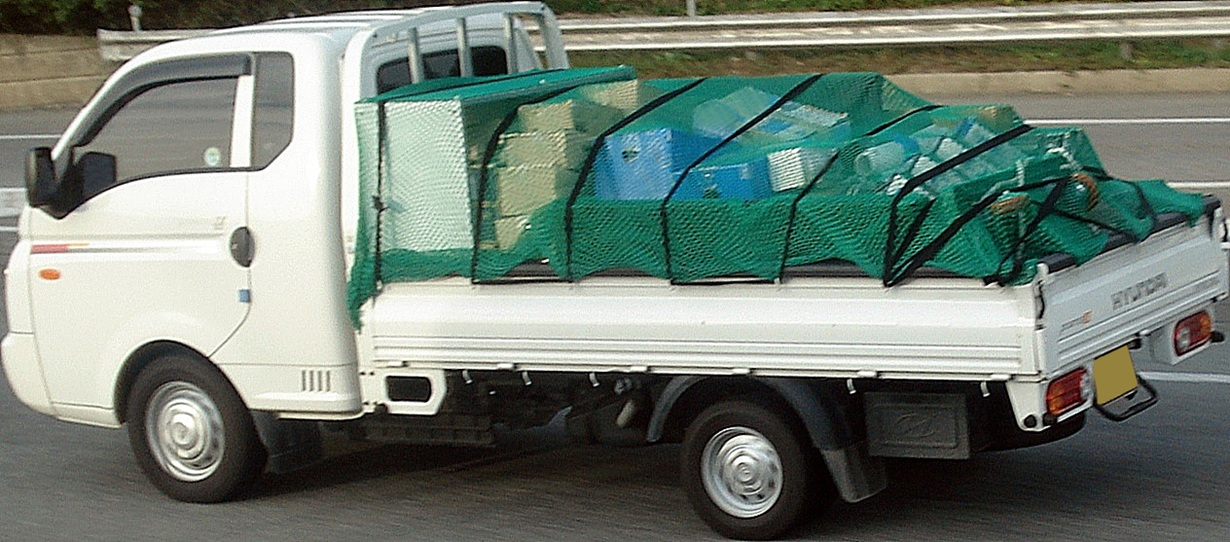
현대 포터 Ⅱ (전기형) 후측면

2004년 1월 2일에 출시되었다. 유로 3 배기가스 규제를 만족시키는 D4CB 커먼레일 디젤 엔진과 D4BH 터보 인터쿨러 디젤 엔진을 장착하였다. 기존에 있던 1.25톤 차종인 포터 125는 단종되었다. 2006년부터 터보 인터쿨러 엔진이 환경 규제로 인해 단종되어 커먼레일 디젤 엔진만이 남았으며, 2007년에 커먼레일 디젤 엔진은 126마력으로 출력이 향상되었다. 2008년 1월에 휠커버가 변경되었는데, 앞바퀴의 경우 휠 전체를 덮는 방식에서 휠 허브만 덮는 방식으로 변경되었다. 2009년 3월 2일에 기존 DLX 트림에 고급 사양을 더한 플러스 팩 트림이 추가되었다. 2012년 1월 2일에 선보여 외관 일부가 변경된 2012년형은 유로 5 배기가스 규제를 만족시키며, 운전석 에어백을 선택 사양으로 적용하였다. 또한 기존의 5단 수동변속기와 4단 자동변속기가 각각 6단 수동변속기와 5단 자동변속기로 대체되어 정숙성과 성능이 향상되었다. 이때 출력이 126마력에서 133마력으로 향상되었다.2013년 7월 1일은 역대 포터 중 최초로 4륜구동과 CVX가 추가되어 선택의 폭을 넓혔다. 2014년 12월 22일에 선보인 2015년형은 대한민국산 1톤 트럭 최초로 타이어 공기압 경보 장치(TPMS, 4륜구동 전용)와 조수석 에어백(선택 사양) 및 블루투스 2단 CDP 오디오 시스템 또는 순정 AVN(선택 사양)이 새롭게 적용되고, 차체 자세 제어 장치(ESC)와 급제동 경보 시스템(ESS)이 기본 적용되었다. 2016년 8월 26일은 유로 6 배기 가스 규제를 충족시키는 2017년형이 선보였다. 또한 LED 리피터 내장 사이드 미러가 신규 적용되었고, 운전석 에어백의 기본 적용(후륜구동 전용), 트립 컴퓨터와 전자식 에어컨이 기본 적용되는 등 상품성을 높였다. 상위 트림의 경우, 풀 오토 에어컨과, 새로 디자인된 범퍼가드, 크롬 헤드라이트(최하위 트림은 기존의 블랙베젤 그대로)가 장착된다. 그리고 베이지 색상이 새로 추가되어 선택 가능하다. 2018년 10월 19일은 2019년형은 후방 주차 보조 시스템이 기본 적용과 4륜구동에 운전석 에어백이 기본 적용되었다. 2019년 8월 27일에 나온 2020년형은 2019년 9월부터 유로6D 규정에 맞추기 위해서 요소수 방식을 채택하여 후륜 우측에 요소수 탱크가 추가됐으며, 긴급제동장치가 선택사양으로 적용되었다. 자동변속기가 부츠 타입으로 바뀌었고 기존 아이보리색과 베이지색은 크리미 화이트와 모래색으로 바뀌었다. 헤드램프가 4구 타입으로 바뀌어 전구 방식 주간주행등이 추가되었다. 전장부품 증가로 배터리 용량이 늘어나고 더블캡 한정으로 발판의 고무를 늘렸다.

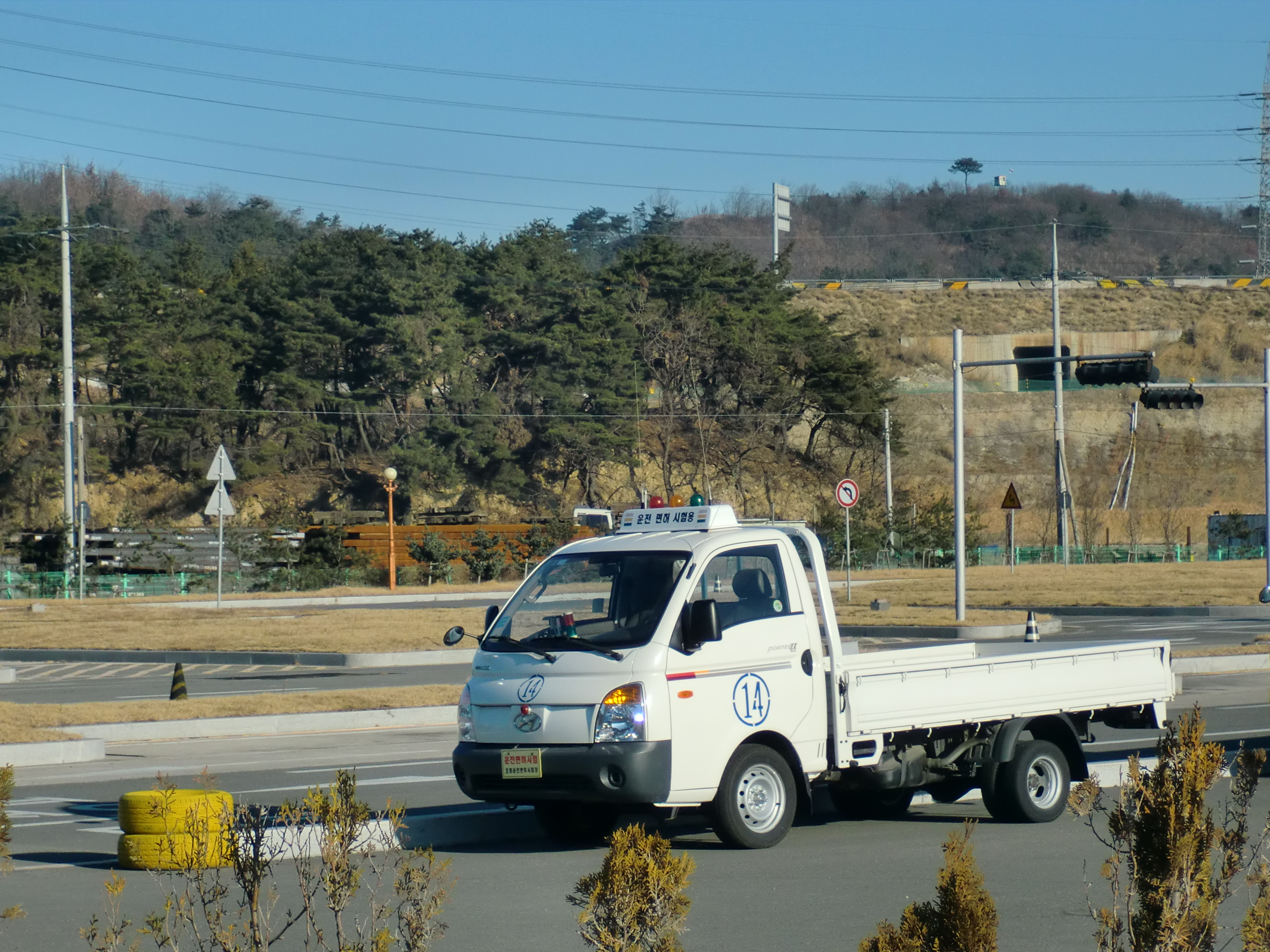
현대 포터 Ⅱ(전기형) 기능시험용 정측면
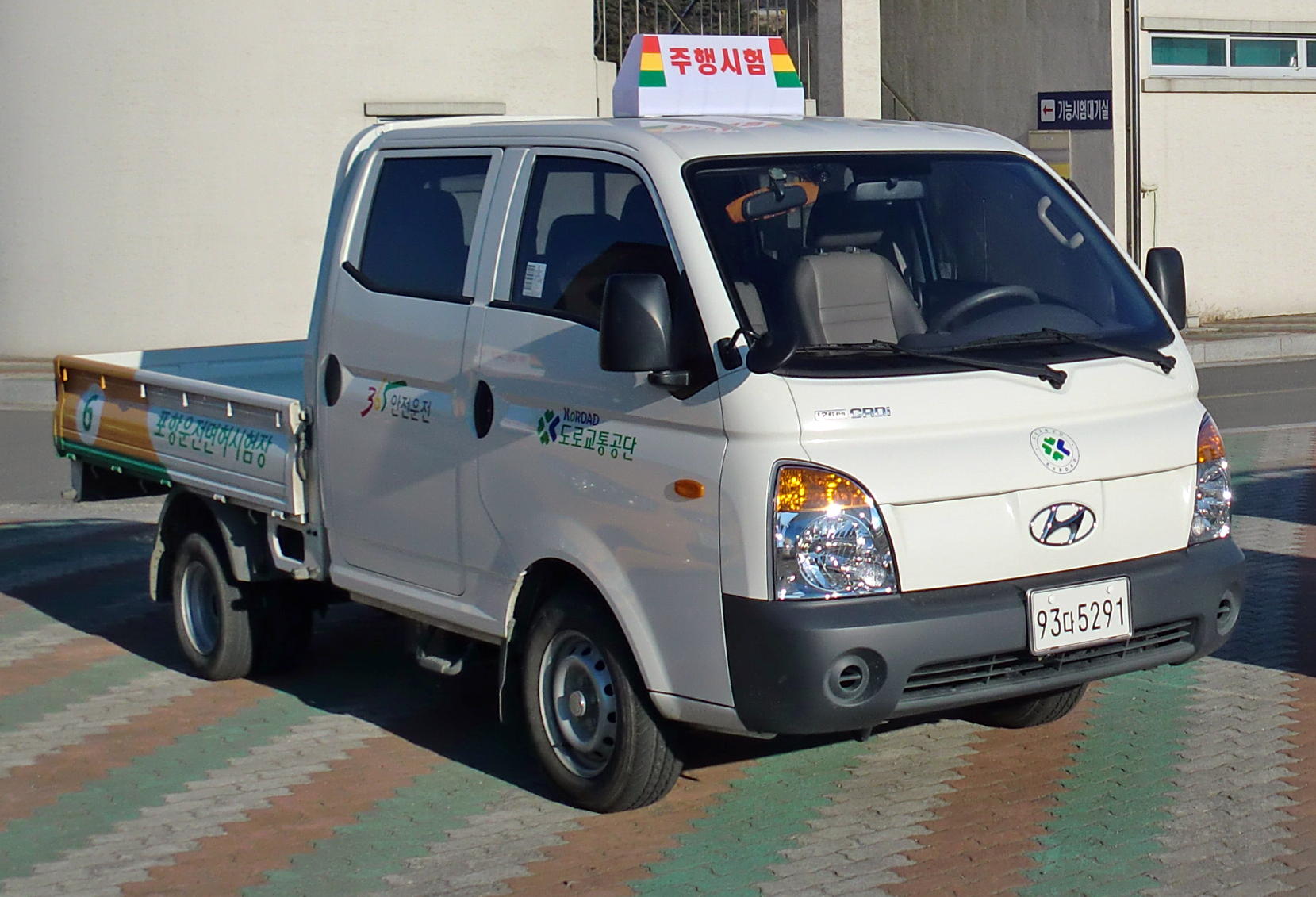
현대 포터 Ⅱ(전기형) 도로주행 시험용 정측면
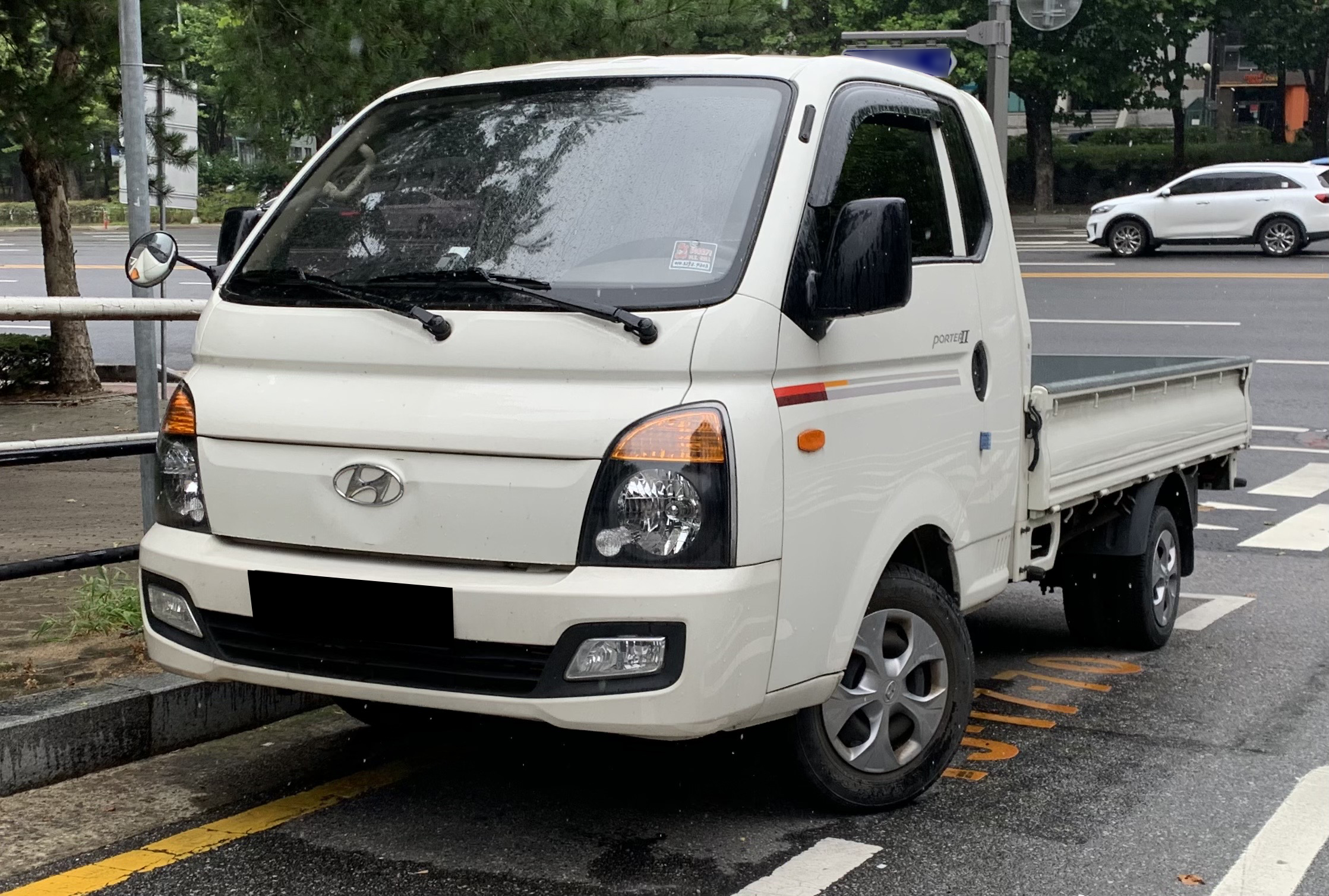
현대 포터 II (중기형) 정측면
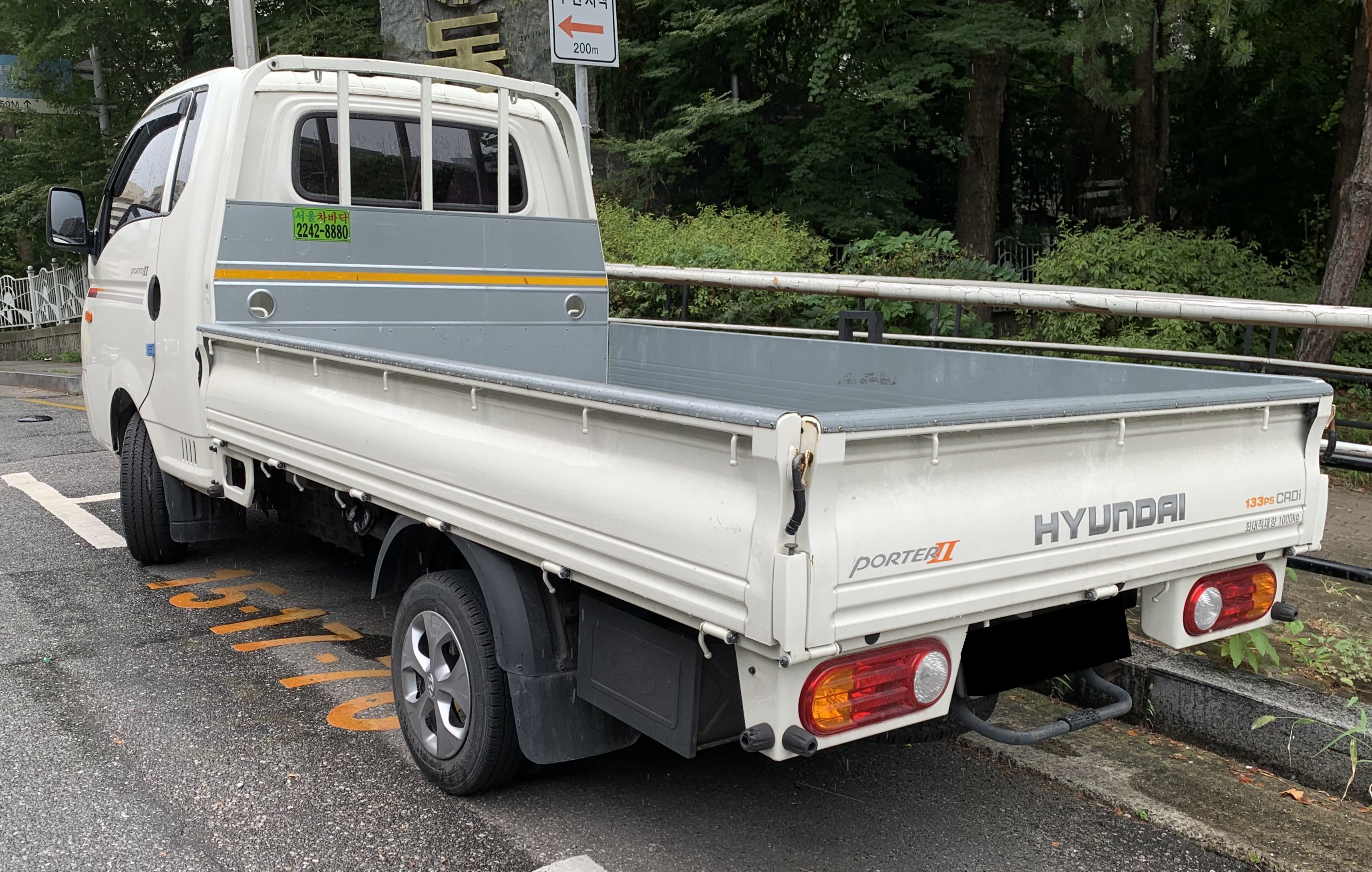
현대 포터 II (중기형) 후측면

### 뉴 포터 더 뉴 포터 Ⅱ(2019년9월~2027년2월)

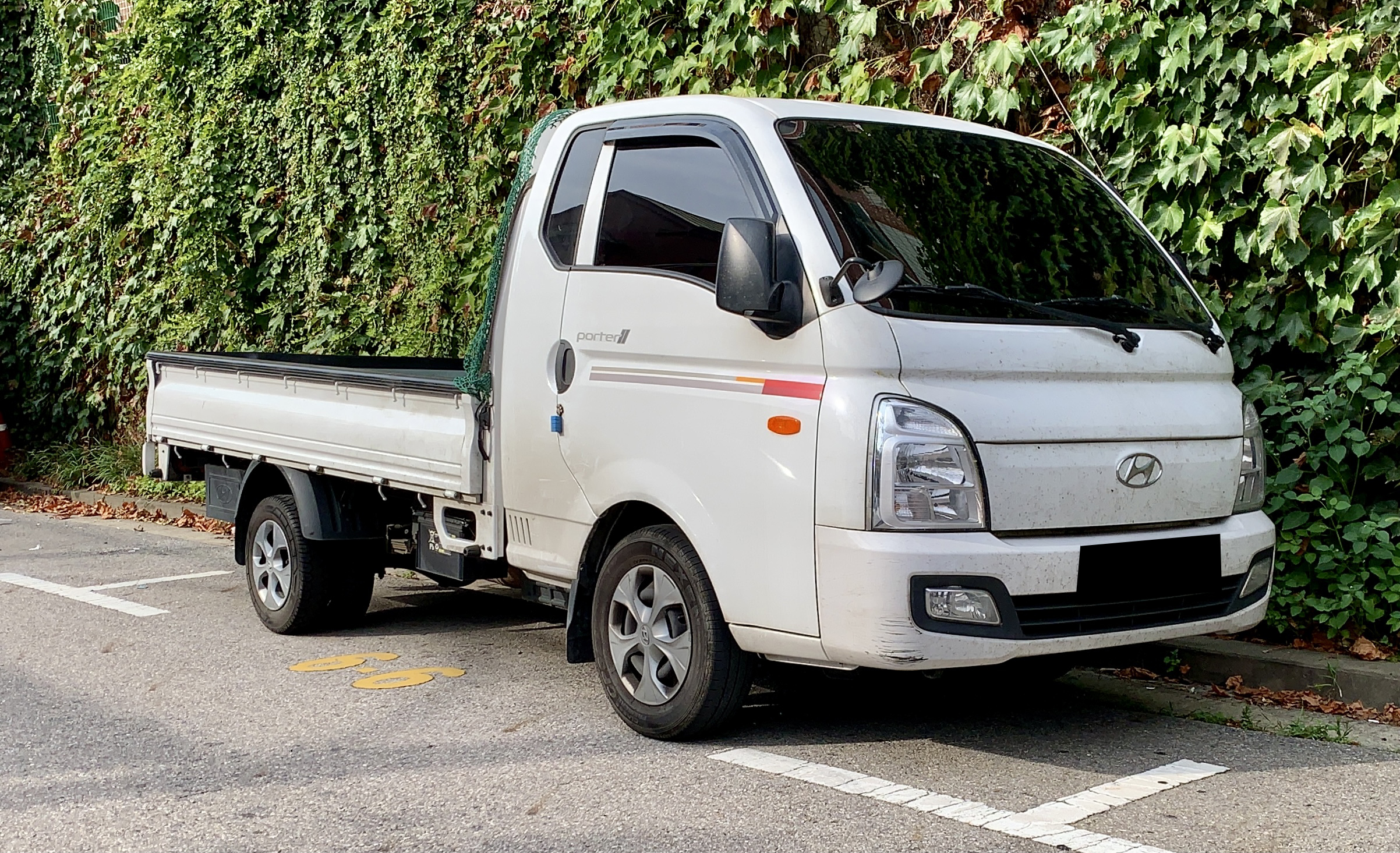
현대 포터 Ⅱ (후기형) 정측면

2019년 8월 27일에 페이스리프트 모델을 공개했다. 2019년 9월부터 배출가스 규정에 맞추기 위해 요소수 방식을 적용하며, 요소수 탱크는 후륜 오른쪽에 있다. 2020년형은 긴급제동장치를 선택사양으로 적용한다.
2020년 7월 6일은 현대자동차가 직접 판매한 포터 기반 캠핑카 "포레스트"를 내놓았다. 초장축을 기반으로 특장차 업체인 성우모터스에서 컨버전하며, 5단 자동변속기가 기본이다.
2023년 8월 18일은 모형 회사 아카데미과학이 포터 II의 내장탑차 모델을 프라모델로 출시했다.
2023년 11월을 마지막으로 1톤은 디젤 모델을 단산하고, LPG 터보 모델로 대체했다. LPG 봄베는 측면이 아닌, 스페어 타이어 자리에 도넛형으로 장착한다. 이에 따라 포터의 LPG 모델이 19년 만에 부활했고, 2.5리터 커먼레일 디젤 엔진은 포레스트에만 남게 됐다.

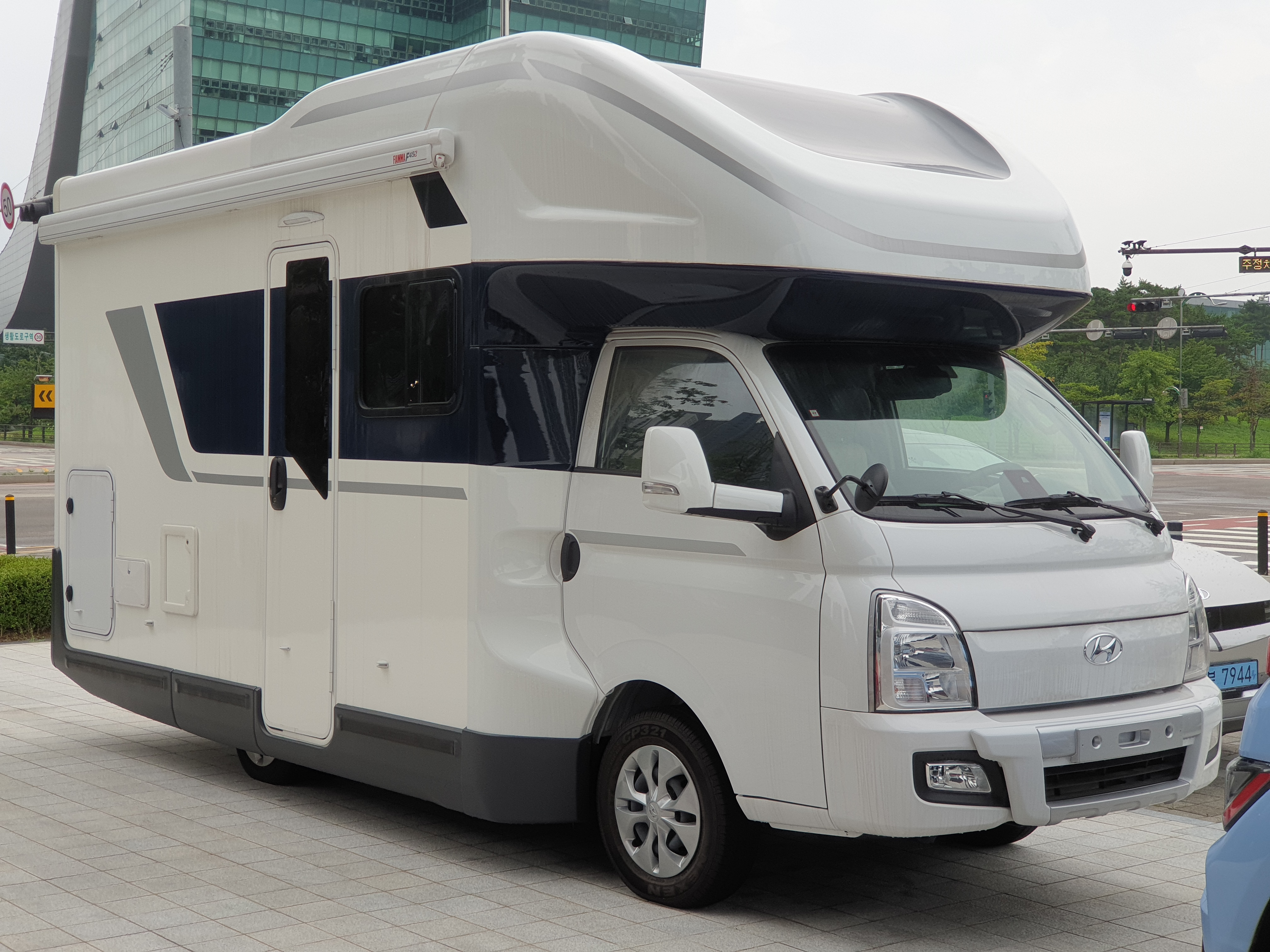
현대 포레스트 정측면
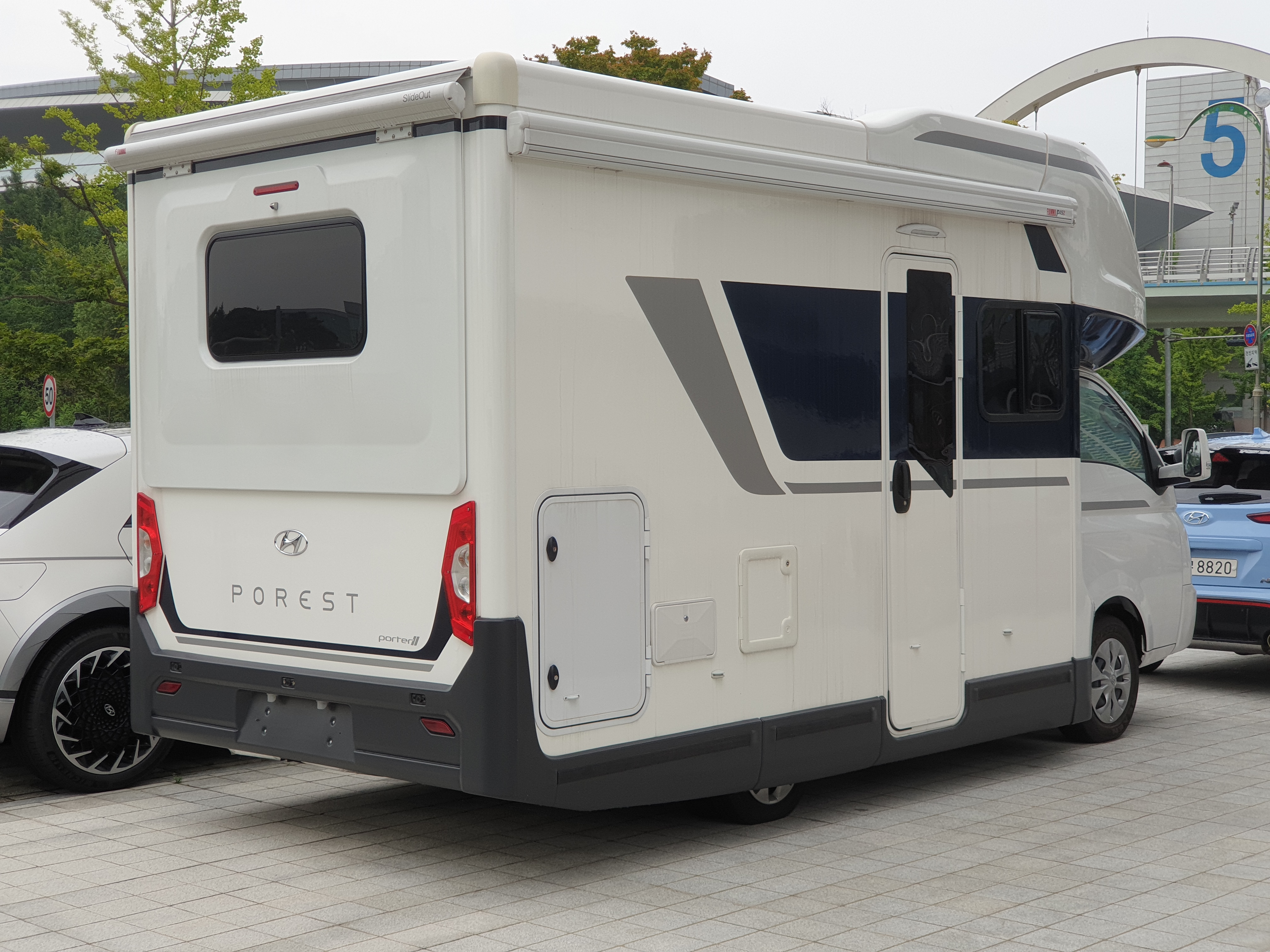
현대 포레스트 후측면

### 뉴 포터 포터 Ⅱ EV (2020년1월~2027년2월)

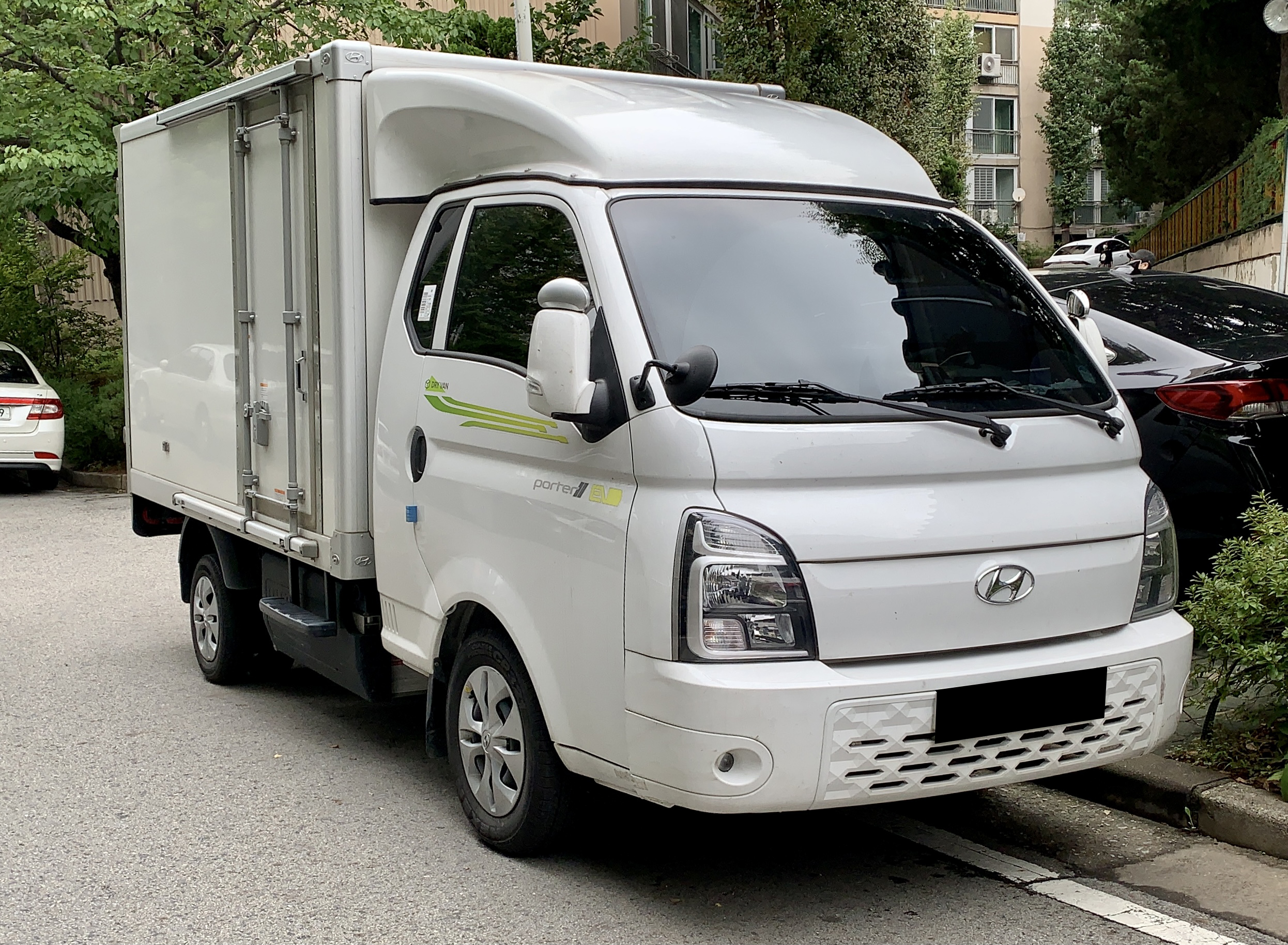
현대 더 뉴 포터 EV 정측면

2020년 1월 6일 전기트럭 포터 Ⅱ EV가 판매가 시작되었다. 충전 인터페이스는 DC콤보-1이다. 2021년 2월 4일은 킹캡을 기반으로 하는 특장차(내장탑차, 파워게이트, 윙바디)가 추가됐다.

### 2025 포터 II 일렉트릭(2025년3월~2027년2월)
2025년 3월 12일에 2025 포터 II 일렉트릭이 출시됐다. 고전압 케이블 와이어링 두께를 키워 충전 전류량을 증대시킴으로 100kW 급속 충전 기준으로 배터리 용량 10%에서 80%까지 급속 충전 속도를 47분에서 32분으로 단축시켰다. 또한 60.4kWh 리튬 이온 고전압 배터리가 적용됐으며, 신규 배터리 셀을 적용해 1회 충전으로 217km 주행이 가능하다. 그 외에도 배터리 지상고를 10mm 높이고, 충전구 상단에 LED 조명이 추가로 적용됐다.
2025 포터 II 일렉트릭에 경제형 트림인 스타일 스페셜을 신규 운영한다. 스타일 스페셜 트림은 클리어 글라스, 열선 및 전동 조절 기능이 포함된 무도장 아웃사이드 미러, 적재함 녹 발생 방지 실러, 틸트 스티어링 휠, 운전석 리클라이닝 & 슬라이딩 시트 등 일부 사양을 합리화해 적용됐다.
판매 가격은 스타일 스페셜 트림 4325만 원, 스마트 스페셜 트림 4460만 원, 프리미엄 스페셜 트림 4620만 원이다.

### 2025 포터 II 일렉트릭 특장차 (2025년6월~2027년2월)
2025년 6월 12일 2025 포터 II 일렉트릭 특장차가 출시됐다. 2025 포터 II 일렉트릭 특장차는 2025 포터 II 일렉트릭 기반의 특장 모델이다. 급속 충전 속도를 개선해 배터리 용량 10%에서 80%까지 급속 충전 시간을 기존 47분에서 32분으로 단축했으며, 에너지 밀도를 높인 신규 배터리 셀을 적용했다. 배터리 지상고를 10mm 높였으며, 충전구 상단에 LED 조명을 추가했다.
전동식 윙바디 모델은 수동식 윙바디 모델 대비 적재함 전장이 250mm 늘어났으며, 무선 리모컨으로 조작할 수 있는 윙바디와 매립형 리어 트윈도어가 적용됐다.
하이내장탑차 모델은 에어 스포일러, 탑 코너 레일 캡, 도어 핸들/힌지, 사이드 데칼 라인 등에 신규 디자인을 적용했다. 또한 크기를 키운 신규 후방보조 제동등을 탑재하고 일체형 리어 범퍼 및 스텝을 적용했으며, 내장탑차 전 모델에 클리어 코팅된 록킹로드를 적용했다.
파워게이트 모델에는 화물이 미끄러지거나 떨어지는 것을 방지하는 게이트 스토퍼를 적용했다.
판매 가격은 내장탑차의 저상 모델 4,878만 원, 일반 모델 5,000만 원, 하이 모델 5,088만 원이며, 윙바디의 수동식 모델 5,078만 원, 전동식 모델 5,499만 원이다. 파워게이트 모델은 4,922만 원이다. (※ 특장 모델은 초장축 슈퍼캡 스마트 스페셜 단일 트림 운영)

## 역대 슬로건

### 3세대(AU)
- 사람을 먼저 생각하는 1톤 트럭 (뉴 포터)

## 적재함별 라인업
- 2WD 일반캡(장축/초장축)
- 4WD 일반캡(장축)
- 2WD 슈퍼캡(장축/초장축)
- 4WD 슈퍼캡(장축)
- 2WD 더블캡(장축/초장축)
- 4WD 더블캡(장축)
- 2WD 냉동탑차
- 4WD 냉동탑차
- 2WD 냉장탑차
- 4WD 냉장탑차
- 2WD 내장탑차
- 4WD 내장탑차
- 2WD 보냉탑차(더블캡,슈퍼캡)
- 2WD 시티밴
- 2WD 활어운반차
- 2WD 다용도탑차
- 4WD 다용도탑차
- 2WD 트랜스파워게이트
- 4WD 트랜스파워게이트
- 2WD 내장탑파워게이트
- 4WD 내장탑파워게이트
- 2WD 윙바디
- 4WD 윙바디
- 2WD 파워게이트
- 2WD 이동주유차
- 4WD 이동주유차
- 2WD 덤프
- 4WD 덤프

## 트림별 라인업
- 포터 SD 뉴 포터
  - SUPER
  - Hi-SUPER
- 포터 Ⅱ
  - DLX
  - PLUS
  - SUPER
  - Hi-SUPER
  - GOLD
  - Style
  - Smart
  - Modern
  - Primium
- 뉴 포터 더 뉴 포터 Ⅱ
  - Style
  - Smart
  - Modern
  - Primium

## 각종 미디어에서의 등장

### 드라마에서의 등장
- 슬픔이여 안녕에서는 한정우(김동완 분)의 차량으로 3세대 뉴 포터 125(AU) 초장축 일반캡(진청색)이 등장하였다.
- 포도밭 그 사나이에서는 장택기(오만석 분)와 이지현(윤은혜 분)의 차량으로 3세대 뉴 포터(AU) 초장축 슈퍼캡(진청색)이 등장하였다.
- 응답하라 1988에서는 류동룡(이동휘 분)의 차량으로 2세대 뉴 포터(AH) 초장축 슈퍼캡(흰색)이 등장하였다.
- 산 너머 남촌에는에서는 김승주(조은숙 분)와 봉순호(배도환 분)와 하이옌(하 황 하이옌 분)과 김재곤(홍일권 분)과 김종수(김동윤 분)의 차량으로 3세대 뉴 포터(AU) 초장축 더블캡(남색) 및 (청록색)이 등장하였다.
- 산 너머 남촌에는 2에서는 최인욱(최준용 분)과 최한필(연규진 분)의 3세대 뉴 포터(AU) 초장축 슈퍼캡(흰색)이 등장하였다.
- 산 너머 남촌에는 2에서는 김진수(김진수 분)와 오병구(최종명 분)의 차량으로 4세대 포터2(HR) 슈퍼캡(흰색)이 등장하였다.
- 왔다 장보리에서는 도혜옥(황영희 분)의 차량으로 4세대 포터2(HR) 슈퍼캡(진청색)이 등장하였다.
- 당신만이 내사랑에서는 송덕구(강남길 분)와 노영기(최대철 분)의 차량으로 4세대 포터2(HR) 슈퍼캡(진청색)이 등장하였다.
- 월계수 양복점 신사들에서는 배삼도(차인표 분)의 차량으로 4세대 포터2(HR) 일반캡(진청색)이 등장하였다.
- 돌아온 복단지에서는 오민규(이필모 분)와 복단지(강성연 분)의 차량으로 3세대 뉴 포터(AU) 초장축 슈퍼캡(진청색)이 등장하였다.
- 이별이 떠났다에서는 정수철(정웅인 분)의 차량으로 3세대 뉴 포터(AU) 초장축 더블캡(진청색)이 등장하였다.
- 러블리 호러블리에서는 오을순(송지효 분)의 차량으로 4세대 포터2(HR) 슈퍼캡(진청색)이 등장하였다.
- 왼손잡이 아내에서는 오창수(강남길 분)와 박도경(본명 : 이수호, 박수호)(김진우 분)의 차량으로 4세대 포터2(HR) 슈퍼캡(진청색)이 등장하였다.
- 비밀의 남자에서는 한대철(최재성 분)의 차량으로 4세대 포터2(HR) 슈퍼캡(진청색)이 등장하였다.
- 누가 뭐래도에서는 신아리(정민아 분)와 이해심(도지원 분)과 신중한(김유석 분)의 차량으로 4세대 포터2(HR) 슈퍼캡(진청색)이 등장하였다.

### 비디오 게임에서의 등장
- 3D운전교실
- 레이시티
- 배틀그라운드

## 경쟁 차종
- 기아  -  봉고

## 포레스트
포터(porter)와 휴식(rest)의 합성을 의미하는 포레스트(porest)는 현대자동차에서 출시한 캠핑카(camping car)이다.  포레스트(porest)는 현대자동차의 대표적인 MPV중 하나로 리안업되었으며 포터 카고(porter cargo)의 개념을 뛰어넣는 휴식과 힐링을 위해 그 이상의 기능을 실현하도록 설계된 보급형 캠핑카이다.

## 같이 보기
- 미쓰비시 델리카
- 기아 봉고